# Beschleunigung und Entfremdung
Beschleunigung und Entfremdung: Entwurf einer kritischen Theorie spätmoderner Zeitlichkeit (im Original: Alienation and Acceleration. Towards a Critical Theory of Late-Modern Temporality) ist ein 2013 erschienenes Buch des Soziologen und Politikwissenschaftlers Hartmut Rosa. Es beschäftigt sich mit dem sozialen Leben in der Zeit des Kapitalismus. Rosa beantwortet seine Frage, „warum wir kein gutes Leben haben“ mit einem durch die fortlaufende Beschleunigung einhergehenden Gefühl der Entfremdung.

## Beschleunigung

### Soziale Beschleunigung
Hartmut Rosa wirft die Frage auf, ob von der „sozialen Beschleunigung“ als ein Prozess gesprochen werden kann oder ob nicht eine Variation an Möglichkeiten der Grund für eine Beschleunigung ist. Dabei betrachtet er auch kritisch, ob man von einer Beschleunigung der Gesellschaft sprechen kann oder ob es sich darum handelt, dass sich Prozesse und Abläufe innerhalb der Gesellschaft beschleunigen. Betrachtet man allgemein die verschiedenen Bereiche des Lebens, zeigen sich diverse Bereiche, in denen eine Beschleunigung stattgefunden hat. Es gibt immer mehr Fast-Food-Restaurants, die Möglichkeit, jemanden über das Speed-Dating kennen zu lernen, einen kurzen Power-Nap zur Erholung einzulegen oder auch durch eine Drive-In-Apotheke zu fahren, um schneller an die Medikamente zu kommen.
Insgesamt unterteilt Hartmut Rosa den weitgefassten Begriff „Soziale Beschleunigung“ in drei Bereiche: technische Beschleunigung, Beschleunigung des sozialen Wandels und die Beschleunigung des Lebenstempos.

#### Technische Beschleunigung
Hierbei handelt es sich um eine Beschleunigung, die innerhalb der Gesellschaft stattfindet. Als Definition bringt er an, dass es sich um die „intentionale Steigerung der Geschwindigkeit zielgerichteter Transport-, Kommunikations- und Produktionsprozesse“ handelt. Unter absichtlich zielgerichteter Beschleunigung werden auch die Entwicklungen und Möglichkeiten, die Beschleunigung der Verfahrensweisen in der Organisation und Verwaltung bezeichnet.
Im Jahr 1999 schrieb Karlheinz Geißler, dass beispielsweise die Datenverarbeitung insgesamt um den Faktor 106 (auf das 1.000.000-Fache) gestiegen ist. Es ist davon auszugehen, dass es bis heute noch einmal deutlich angestiegen ist.
Aber welche Auswirkungen hat die technische Beschleunigung? Darüber schreibt Hartmut Rosa, dass es zu einer Veränderung des „Raum-Zeit-Regimes“ in der Gesellschaft kommt. D.h., dass sich „die Wahrnehmung und Organisation von Raum und Zeit im sozialen Leben“ vollkommen verändert. Der Raum, wie er als solches wahrgenommen wird, existiert dabei immer weniger. Durch die technische Beschleunigung, beispielsweise in Form der Industrialisierung, wird der Raum immer kompakter und wirkt wie zusammengezogen. Um von einem Ort zum anderen zu kommen, hat sich die Zeit massiv reduziert. Reiste man früher mit dem Schiff nach Übersee, fliegt man heutzutage mit dem Flugzeug. Der Weg, wie man den Ort erreicht, ist dabei immer mehr unerheblich, der Raum verliert sozusagen an Bedeutung.

#### Beschleunigung des sozialen Wandels
Hierbei wird sich auf die Beschleunigung der Gesellschaft selbst bezogen. Betrachtet wird u. a. dabei die „gesteigerte Veränderungsrate der sozialen Beziehungsmuster“. Darunter werden zum einen Einstellungen und Werte, aber auch Lebensstile, soziale Beziehungen oder auch Moden verstanden. Eine empirische Messung, wie es bei der technischen Beschleunigung möglich ist, gibt es hier nicht. Bis jetzt gibt es noch keine einheitlich festgelegten Indikatoren in der Soziologie, die es messbar machen.
Durch diese schnell, punktuell sich verändernden Bereiche wird aus einer eher zusammenlebenden Gesellschaft ein weitverstreutes kleinflächiges Netz. So war es beispielsweise früher üblich, dass der Sohn denselben Beruf wie der Vater, sein Leben lang, ausgeübt hat. Heutzutage hat sich diese Tradition fast aufgelöst. Heutzutage können sich die Kinder in ihrer Berufswahl frei entfalten, solange es den Qualifikationen entspricht. Zudem kommt es auch vermehrt vor, dass innerhalb eines Berufslebens diverse Berufe ausgeübt werden, was auch auf die Beschleunigung der Gesellschaft hindeutet. In Anlehnung an Hermann Lübbe spricht Hartmut Rosa als Folge der Beschleunigung des sozialen Lebens von einer Gegenwartsschrumpfung *. Dabei reduziert sich die Gegenwart auf den Moment, in dem Erfahrungsraum und Erwartungsraum zusammenfallen. Das ist der Zeitraum, in dem sich auf bereits gemachte Erfahrungen bezogen werden kann, um sich im Handeln orientieren zu können. Also einfacher gesagt, wo aus der Vergangenheit Schlüsse für die Zukunft gezogen werden können.

#### Beschleunigung des Lebenstempos
Während sich die beiden vorherigen Beschleunigungsarten auf die Gesellschaft bezogen haben, bezieht sich die Beschleunigung des Lebenstempos auf die einzelnen Individuen der Gesellschaft. Rosa definiert die Beschleunigung dabei als „Steigerung der Zahl an Handlungs- und Erlebnisperioden pro Zeiteinheit“. Dabei gibt es die subjektive und die objektive Art das Lebenstempo zu messen.
In der subjektiven Messbarkeit haben die Individuen das Gefühl, in der für sie begrenzt zur Verfügung stehenden Zeit nicht mehr alle Aktivitäten unterkriegen zu können, weil die Zeit gefühlt „rennt“. Man bekommt das Gefühl, nicht mehr mitzukommen in der Gesellschaft.
Objektiv lässt sich die Beschleunigung des Lebenstempos daran festmachen, dass in geringerer Zeit mehr Handlungen vorgenommen werden. Die Zeit in der etwas unternommen wird, reduziert sich, dadurch dass man es bspw. durch die Digitalisierung schneller erledigen kann. Parallel dazu werden Zeitlücken – zur Verfügung stehende Zeit, wie Pausen – vermehrt genutzt, um noch mehr Aktivitäten zu erledigen. Es wird von verdichteten Handlungen gesprochen. Dies spiegelt sich z. B. auch in vermehrter Smartphonenutzung in diesen Handlungsepisoden wider.

### Motoren der sozialen Beschleunigung
Nachdem die drei Dimensionen der Beschleunigung kurz vorgestellt wurden, geht es jetzt darum, inwiefern sie sich gegenseitig bedingen und damit die soziale Beschleunigung konstant vorangetrieben wird. Dabei gibt es laut Hartmut Rosa zum einen die externen Faktoren, Wettbewerb und Verheißung auf die Ewigkeit. Und zum anderen den Beschleunigungszirkel, in dem sich die drei oben beschriebenen Faktoren gegenseitig beeinflussen und antreiben.

#### Beschleunigungszirkel

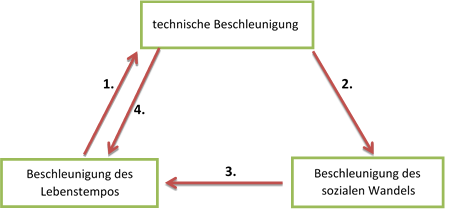
Abbildung 1: Der Beschleunigungszirkel nach Hartmut Rosa, 2016

Aber wie bedingen sich die einzelnen Arten der Beschleunigung gegenseitig?
Aufgrund von Zeitknappheit bzw. des Wunsches nach Steigerung der Aktivitäten in einer vorgegebenen Zeit wurden neue Technologien eingeführt, was die technische Beschleunigung hervorgerufen hat (s. Abb. 1, 1.).
Dies wiederum bringt viele verschiedene Veränderungen in der Gesellschaft mit sich. So wurden beispielsweise durch das Internet nicht nur ökonomische Prozesse beschleunigt, sondern es hat sich auch die Kommunikation in Form und Weg (per E-Mail) verändert. Ebenso hat das Internet Einfluss auf die Meinung der Menschen. In kürzester Zeit werden Informationen veröffentlicht, auf die reagiert wird bzw. werden muss. Dies alles sind Indikatoren dafür, dass sich aufgrund der technischen Beschleunigung auch der soziale Wandel beschleunigt (s. Abb. 1, 2.).
Zuvor wurde beschrieben, wie die Beschleunigung des sozialen Wandels zur Gegenwartschrumpfung führt. Diese Schrumpfung führt wiederum dazu, dass die Menschen in weniger Zeit mehr schaffen möchten bzw. zur Verfügung stehende Zeit für noch mehr Aktivitäten nutzen möchten. Somit bedingt die Beschleunigung des sozialen Wandels auch die Beschleunigung des Lebenstempos. Folglich muss eine Beschleunigung, die die Gesellschaft im Ganzen beeinflusst, auch die Individuen innerhalb der Gesellschaft beeinflussen (s. Abb. 1, 3.).
Aber auch die technische Beschleunigung nimmt Einfluss auf die Beschleunigung des Lebenstempos. Hierin ist laut Hartmut Rosa auch der Paradoxon-Effekt inbegriffen (s. Abb. 1, 4.). Durch den technischen Fortschritt in der Gesellschaft werden zeitliche Ressourcen für die Individuen frei, beispielsweise durch die immer stärkere Fokussierung auf die maschinelle Fertigung. Aber durch die gewonnene, zur Verfügung stehende Zeit können noch mehr Aktivitäten erledigt werden.
Ein weiteres Beispiel nennt Hartmut Rosa in seinem Buch. Durch die Verwendung von E-Mails anstelle von Briefen ist es möglich, viel mehr E-Mails in einer geringeren Zeit zu beantworten als Briefe. Aber die frei gewordene Zeit wird nicht für Müßiggang genutzt, sondern mit noch mehr Aktivitäten bestückt. Somit bedingen sich auch die technische Beschleunigung und die Beschleunigung des Lebenstempos gegenseitig.

## Entfremdung

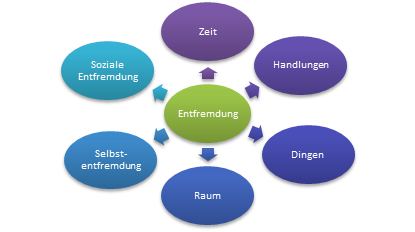
Abbildung 2: Entfremdungsmöglichkeiten in Anlehnung an Hartmut Rosa

Die soziale Beschleunigung führt automatisch, so Rosa, zu einer verzerrten Beziehung zwischen dem Selbst und der Welt. Der Mensch entfremdet sich seiner selbst aufgrund einer sozialen Entfremdung sowie einer Entfremdung von Raum, Zeit, Dingen und eigenen Handlungen (s. Abb. 2).

### Entfremdung vom Raum
Soziale Beschleunigung und Globalisierung fordern bzw. ermöglichen vermehrte Ortswechsel, sei es durch Reisen, Umzüge oder im digitalen Raum, wodurch ein Individuum in der westlichen Welt in kürzester Zeit verschiedensten Umgebungen ausgesetzt ist. Dies sorgt laut Rosa dafür, dass man des Einlebens und der Anverwandlung von Orten auf Dauer überdrüssig wird. Mit der Zahl der Umzüge sinkt die Bereitschaft, sich intensiv mit den Gegebenheiten eines Ortes auseinanderzusetzen, so dass nur im Alltag benötigte Räume wie Büro, Supermarkt oder Kindergarten verinnerlicht werden. Der neben dem physischen Raum in der spätmodernen Gesellschaft existierende digitale Raum schafft die Möglichkeit, soziale Beziehungen von physischer Nähe zu entkoppeln. Die räumliche Verortung verliert somit an Bedeutung, was eine Identifikation mit dem Raum unnötig erscheinen lässt.

### Entfremdung von Dingen
Alle Objekte, die den Menschen für einen Teil seines Lebens begleiten, haben laut Rosa Einfluss auf dessen individuelle Identität. Besonders Dinge, welche selbst produziert oder selbst repariert werden und damit selbst internalisiert, „werden Teil unserer alltäglichen Lebenserfahrung, Identität und Geschichte“. Laut Hartmut Rosa sorgt die Beschleunigung für eine Reduzierung der Güter, die zur Identifikation beitragen. Die technische Beschleunigung hat zur Folge, dass die Produktion von Waren günstiger geworden ist als deren Reparaturen, wodurch die Austauschrate der Objekte steigt und ihre Lebensdauer sinkt. Der Mensch baut resultierend keine langfristige Bindung mehr zu diesen Objekten auf. Zudem verhindert eine steigende Komplexität vieler Güter oft eine selbst durchgeführte Reparatur, beispielsweise von Autos. Das Individuum verliert dadurch, so Rosa, seine „kulturellen und praktischen Kompetenzen“. Das fehlende Wissen um die Funktion und die Behandlung von Dingen führt zur Entwicklung eines schlechten Gewissens gegenüber eben diesen Gegenständen. Die Folge daraus ist eine zunehmende Entfremdung des Menschen von der Dingwelt.

### Entfremdung von der Zeit
In seinem Buch beschäftigt sich Hartmut Rosa mit der veränderten subjektiven Wahrnehmung von der Dauer eines Ereignisses. Die Zeiterfahrung beruht ihm zufolge auf dem „subjektives Zeitparadoxon“. Dieses besagt, dass „sich erlebte und erinnerte Zeit gleichsam umgekehrt proportional zueinander verhalten“. Damit ist gemeint, dass die Zeit an einem Tag mit vielen, stimulierenden Ereignissen (z. B. einem Urlaubstag mit Wandern, Baden, Bootstour und Kino) schnell zu vergehen scheint. Erinnert man sich jedoch an diesen Tag zurück, kommt er einem sehr lang vor. Gleichsam verhält es sich mit einem Tag ohne viele stimulierende Eindrücke, wenn man beispielsweise im Stau steht. Die erlebte Zeit erscheint sehr lang, während man rückblickend den Tag eher als kurz empfinden würde. Neben diesen „lang/kurz“- beziehungsweise „kurz/lang“-Zeitempfindungen lässt sich heutzutage, laut Rosa, auch ein „kurz/kurz“ Verhältnis zwischen Zeiterleben und Zeiterinnerung feststellen. Dies tritt auf, wenn eine gewisse Anonymität des Erlebten vorliegt und die Sinne wenig aktiviert werden, wie beim Fernsehkonsum (isolierte Handlungsepisoden). Hartmut Rosa greift W. Benjamins Differenzierung von Erlebnissen **  und Erfahrungen (identitätsprägendes Erlebnis) auf mit der Annahme, dass heutzutage vieles erlebt, aber nicht erfahren wird. Meist legt der Mensch solche isolierten Erlebnisepisoden nicht als Erinnerung an, was folglich zu einer Entfremdung von den Erlebnissen, der für sie investierten Zeit und schließlich auch zu einer Selbstentfremdung führt.

### Entfremdung gegenüber eigenen Handlungen
Hartmut Rosa sieht zwei Gründe, warum Menschen sich gegenüber den eigenen Handlungen entfremden. Zum einen führt er dabei einen Zusammenhang bei der „Entfremdung gegenüber den Arbeitswerkzeugen und technischen Produkten“ an. Dabei trifft er die Annahme, dass die Bevölkerung immer mehr mit Geräten, Vorgängen und Werkzeugen konfrontiert werde, ohne dass jemals gelernt worden sei, damit richtig umzugehen. Die Entfremdung entsteht dadurch, dass sich nicht die Zeit findet, über die Dinge, die getan werden, angemessen zu informieren. Massen an Informationen, die zur Verfügung stehen (durch das Internet noch viel stärker), bspw. Beipackzettel, Verträge, Gebrauchsanweisungen, Rezepte usw., bewirken, dass das Gefühl der Entfremdung entsteht.
Aber nicht nur die eben genannte indirekte Entfremdung führt zu einer Entfremdung gegenüber den eigenen Handlungen, sondern auch das aktive Handeln gegen das, was das Individuum eigentlich beabsichtigt hatte zu tun. Es wird sich vorgenommen, etwas zu erledigen, doch davor müssen nur eben noch dies und jenes erledigt werden. Es wird also etwas freiwillig getan, obwohl man es eigentlich nicht tun wollte. Beispielsweise möchte jemand für eine Prüfung lernen, muss davor aber kurz noch einmal die E-Mails durchlesen. Es gibt E-Mails, auf die dringend geantwortet werden muss, also erledigt man dies. Immer mehr Zeit vergeht, die eigentliche Prüfung rückt in den Hintergrund, und man bekommt ein schlechtes Gewissen, nichts dafür getan zu haben. Dies geht mit dem Gefühl der Fremdbestimmung einher und bedingt somit auch die Entfremdung gegenüber der eigenen Handlung.

### Soziale Entfremdung
Neben Erlebnissen, Handlungen, Gegenständen und Umgebungen wirkt sich die soziale Beschleunigung auch auf die Sozialwelt aus. Durch ständige Ortswechsel und neue Kommunikationsmittel steigen die Anzahl der sozialen Kontakte eines Individuums und die Kurzlebigkeit der Begegnungen. „Wenn diese Zunahme ins Extreme führt, erreichen wir ein Stadium sozialer Sättigung“, in welchem Beziehungen nur oberflächlich und unpersönlich geführt werden. Der Aufbau von Resonanzbeziehungen kostet Zeit und birgt durch die beschleunigte Lebensweise allzu oft die Gefahr einer schmerzlichen Auflösung.

### Selbstentfremdung
Die Identität jedes Individuums ist, laut Rosa, geprägt von seinen Erfahrungen, seinen Handlungen, seiner räumlichen und materiellen Umgebung sowie dem sozialen Umfeld. Besteht keine persönliche Beziehung mehr zu eben jenen Faktoren, resultiert daraus unweigerlich eine Selbstentfremdung.

## Kritik
„Hartmut Rosa versammelt Einsichtiges über die Beschleunigung des Lebens und macht damit nicht wirklich neugierig auf die Theorie, die noch folgen soll.“ – FAZ, 25. September 2013, Thomas Gross
„Hartmut Rosa hat ein sehr anregendes Buch vorgelegt, das gerade für den interessierten Laien ein guter Einstieg ist, um die Arbeit des angesehenen Jenaer Soziologen kennenzulernen. Der Essay ist ungeachtet seiner gedanklichen Dichte sehr verständlich und anschaulich geschrieben.“ – taz, 7. Januar 2014, Wolfgang Storz
„Seine Kritik […] richtet sich […] gegen die Beschleunigung als Metaphänomen. Es hätte, wie das Buch zeigt, zumindest ebenso viel Aufmerksamkeit verdient wie der Begriff Globalisierung.“ – SPIEGEL ONLINE, 3. Juli 2013, Sebastian Hammelehle

## Ausblick
Die Kritik Hartmut Rosas an den Auswirkungen der fortlaufenden Beschleunigung bedingt durch den Wachstums- und Konsumgedanken findet sich wieder in der Idee der Postwachstumsökonomie. Das von Rosa mit geleitete Postwachstumskolleg an der Universität Jena beschäftigt sich mit der Frage, ob es statt des wirtschaftlichen Wachstums einen anderen Stabilisator für moderne Gesellschaften geben kann. Ausführlicher mit dem Thema einer neuen Ökonomieform setzt sich der deutsche Volkswirtschaftler Niko Paech auseinander. Der Wachstumskritiker beschreibt in seinem Buch „Befreiung vom Überfluss. Auf dem Weg in die Postwachstumsökonomie“ die Abwendung vom Kapitalismus hin zu einer suffizienten und subsistenten Lebensweise. Ähnlich wie Hartmut Rosa sieht er die heutige Gesellschaft mit einer Reizüberflutung und dem Gefühl der Zeitknappheit konfrontiert. Der ständige Drang nach Wachstum hat unterschiedlichste negative Auswirkungen. Beispielsweise auf die Ökologie, wo endliche Ressourcen ausgelöscht werden und die Umwelt zu Gunsten der Industrie zerstört wird. Aber auch auf die Menschen, welche über ihre eigenen Leistungsfähigkeiten hinaus konsumieren und deren Stress- und Unglücksgefühl durch den Wohlstandsballast gesteigert wird.
Niko Paech distanziert sich deutlich vom sogenannten „Grünen Wachstum“, also der Bestrebung, mit nachhaltigen Technologien und Innovationen, beispielsweise mit kompostierbaren T-Shirts, Passivhäusern oder erneuerbaren Energien, umweltschonend zu agieren und gleichzeitig den Lebensstandard aufrechterhalten zu können. Die Umsetzung neuer Innovationen führt laut ihm nicht zur ökologischen Entkopplung, sondern zur Entstehung neuer Probleme (Rebound-Effekte), wie beispielsweise der Flächenkonkurrenz von Nahrungsmittel- mit Energiepflanzenanbau ausgelöst durch den Biogasanlagenausbau.
Sein Gegenkonzept, die Postwachstumsökonomie, beruht auf einer „Verkürzung komplexer Produktionsketten kombiniert mit suffizienten Anspruchsformulierungen“. Ersteres bedeutet eine De-Globalisierung hin zur Regionalversorgung mit einer regionalen Komplementärwährung für entsprechende Produkte, wodurch die Transparenz und Empathie zwischen den verschiedenen Marktakteuren gesteigert sowie Transportwege verkürzt, geschlossene Produktionskreisläufe erleichtert und kostenintensive Logistik- und Distributionsaufwände überflüssig werden sollen. Paech fordert eine Kombination aus Subsistenz und Regionalökonomien, ergänzt durch möglichst gering gehaltene globale Leistungen. Subsistenz bedeutet dabei eine größere Unabhängigkeit von industriellen Produktionen sowie monetären Einkommen und kann beispielsweise durch Selbstversorgung, Güterinstandhaltung oder Gemeinschaftsnutzung erreicht werden. Als Grundvoraussetzung für mehr Subsistenz dient eine Senkung der Erwerbsarbeit auf 20 Stunden sowie die Steigerung der Suffizienz, also die Distanzierung von der Reizüberflutung und der damit einhergehenden selbst kreierten Zeitknappheit. Niko Paech fordert deswegen eine Reduzierung des kommerziellen Unternehmenssektors kombiniert mit einer Steigerung des entkommerzialisierten Sektors, charakterisiert durch Subsistenz und Suffizienz.

## Belege
1. ↑  Sebastian Hammelehle: Beschleunigung. Das alles beherrschende Monster. 3. Juli 2013, ehemals im Original (nicht mehr online verfügbar); abgerufen am 24. August 2017. (Seite nicht mehr abrufbar. Suche in Webarchiven)
2. 1 2 3 4 5 6 7 8  Rosa, Hartmut, 1965-: Beschleunigung und Entfremdung Entwurf einer kritischen Theorie spätmoderner Zeitlichkeit. 1. Aufl., neue Ausg. Suhrkamp, Berlin 2013, ISBN 978-3-518-73159-8.
3. ↑  Geißler, Karlheinz A.: Vom Tempo der Welt : am Ende der Uhrzeit. 3.  Auflage. Herder [u. a.], Freiburg [u. a.] 2000, ISBN 978-3-451-26977-6.
4. ↑  Stephan O. Görland: Medien, Zeit und Beschleunigung Mobile Mediennutzung in Interimszeiten. ISBN 978-3-658-29215-7.
5. 1 2  Sebastian Hammelehle: Beschleunigung. Das alles beherrschende Monster. 3. Juli 2013, ehemals im Original (nicht mehr online verfügbar); abgerufen am 24. August 2017. (Seite nicht mehr abrufbar. Suche in Webarchiven)
6. ↑  Gergen, Kenneth J.; May, Frauke: Das übersättigte Selbst : Identitätsprobleme im heutigen Leben. 1.  Auflage. Carl-Auer-Systeme, Verl. und Verl.-Buchh, Heidelberg 1996, ISBN 978-3-931574-30-7.
7. ↑  Thomas Gross: Hartmut Rosa: Beschleunigung und Entfremdung. Läuft alles viel zu schnell heute! F.A.Z. Feuilleton, 25. September 2013, abgerufen am 24. August 2017.
8. ↑  Wolfgang Storz: Rasen im Stillstand. taz, 7. Januar 2014, abgerufen am 24. August 2017.
9. 1 2 3  Paech, Niko, 1960-: Befreiung vom Überfluss : auf dem Weg in die Postwachstumsökonomie. oekom verl, München 2012, ISBN 978-3-86581-181-3.